# Mitsubishi i
Mitsubishi i er en mikrobil (Kei-Car) fra den japanske bilfabrikant Mitsubishi Motors, som kom på markedet i Japan den 24. januar 2006, 28 måneder efter dens debut som prototype på Frankfurt Motor Show 2003.
Bilen er den første firedørs bil med centermotor siden 1999; motoren er elektronisk styret, har en maksimal effekt på 47 kW (64 hk) og et maksimalt drejningsmoment på 94 Nm. Ved hjælp af denne konstruktion kan sikkerheden øges og kabinen forstørres i forhold til de kompakte ydermål.
Selv om bilen oprindeligt var konstrueret specielt til Japan, blev den hurtigt introduceret på andre markeder med højrestyring i Asien, Oceanien og Europa. Bilen findes også i en elbiludgave, Mitsubishi iMiEV.
Et yderligere usædvanligt kendetegn for en moderne mikrobil er, at Mitsubishi i er udstyret med et selvbærende alumiumsskeletkarrosseri.

## Tekniske specifikationer
| Model | Cylindre | Ventiler | Slagvolume cm³ | Max. effekt kW (hk) / omdr. | Max. drejningsmoment Nm / omdr. | Topfart km/t |
| ----- | -------- | -------- | -------------- | --------------------------- | ------------------------------- | ------------ |
| 700   | 2        | 8        | 659            | 38 (52) / 7000              | 57 / 4000                       | 130          |
| Turbo | 2        | 8        | 659            | 47 (64) / 6000              | 94 / 3000                       |              |